# アントワープ王立美術館
アントワープ王立美術館（アントワープおうりつびじゅつかん、Koninklijk Museum voor Schone Kunsten Antwerpen）は、アントワープにある美術館。修復・拡張工事のため、2011年9月から休館している2020年に開館予定。一部の作品はアントワープの他の美術館で公開予定。

## 沿革
美術館のコレクションは14世紀後半から1773年まで存続した、アントウェルペンの画家の組合（聖ルカ組合）が所有した美術品コレクションにはじまり、このコレクションは組合が解散した後は、ダフィット・テニールス(1610-1690)らによって1663年に設立された美術学校（後のアントウェルペン王立芸術学院）に引き継がれた。コレクションの中には、ピーテル・パウル・ルーベンスやヤーコブ・ヨルダーンス、コルネリス・デ・フォスといったアントウェルペンで活動した画家の作品が含まれていた。
1790年代にアントウェルペンがフランスによって占領された時、アントウェルペンの教会などから奪われた美術品は、後に回収されコレクションの一部になった。1810年に美術館として開館した。1817年には127点の美術品があり、大部分は16世紀中期から17世紀の美術品で、ルーベンスの作品が中心となっていた。19世紀初めのオランダ国王ウィレム1世の支援を受けていて、1823年に、イタリアの画家の作品3点が王室から寄付され、1827年に同時代の作品を購入するための予算が与えられようになったが、1830年からのベルギー独立革命によって支援は終わった。美術館が存命している画家の作品の購入するようになるのは1873年になってからである。
その後、アントウェルペンの元市長 Florent van Ertbornのコレクションが遺贈されたことによってコレクションは増加している。

## コレクション
Category:アントワープ王立美術館の所蔵品も参照
フランドル派から現代絵画まで幅広く所蔵している。
- ヤン・ファン・エイク『泉の聖母』
- ジャン・フーケ 『聖母子と天使たち』
- ティツィアーノ・ヴェチェッリオ『聖ペテロと教皇アレクサンデル6世、ペーザロ司教』
- ピーテル・パウル・ルーベンス『東方三博士の礼拝』
- ヤーコプ・ヨルダーンス『羊飼いの礼拝』

## ギャラリー

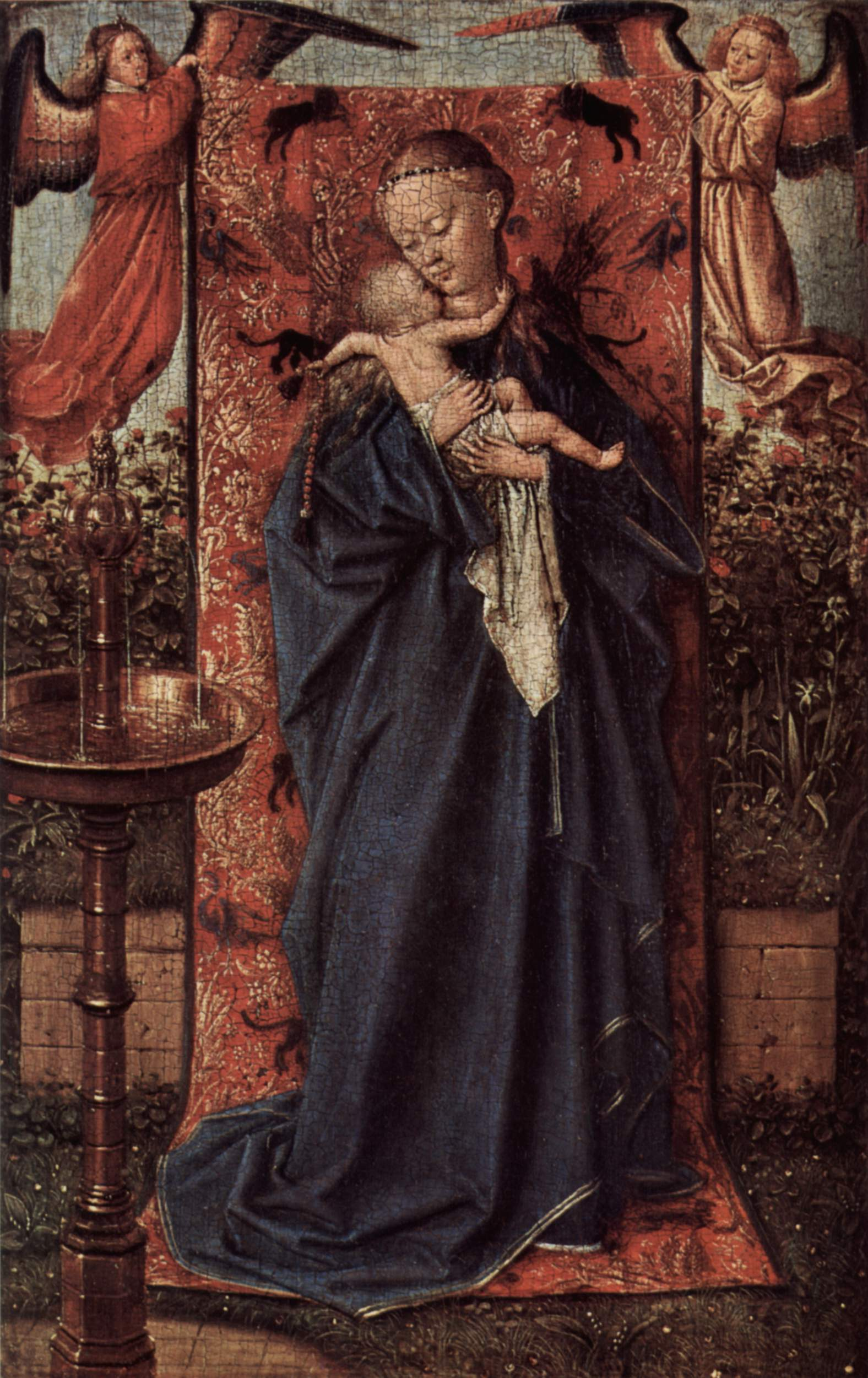
『泉の聖母』 (1439年) ヤン・ファン・エイク
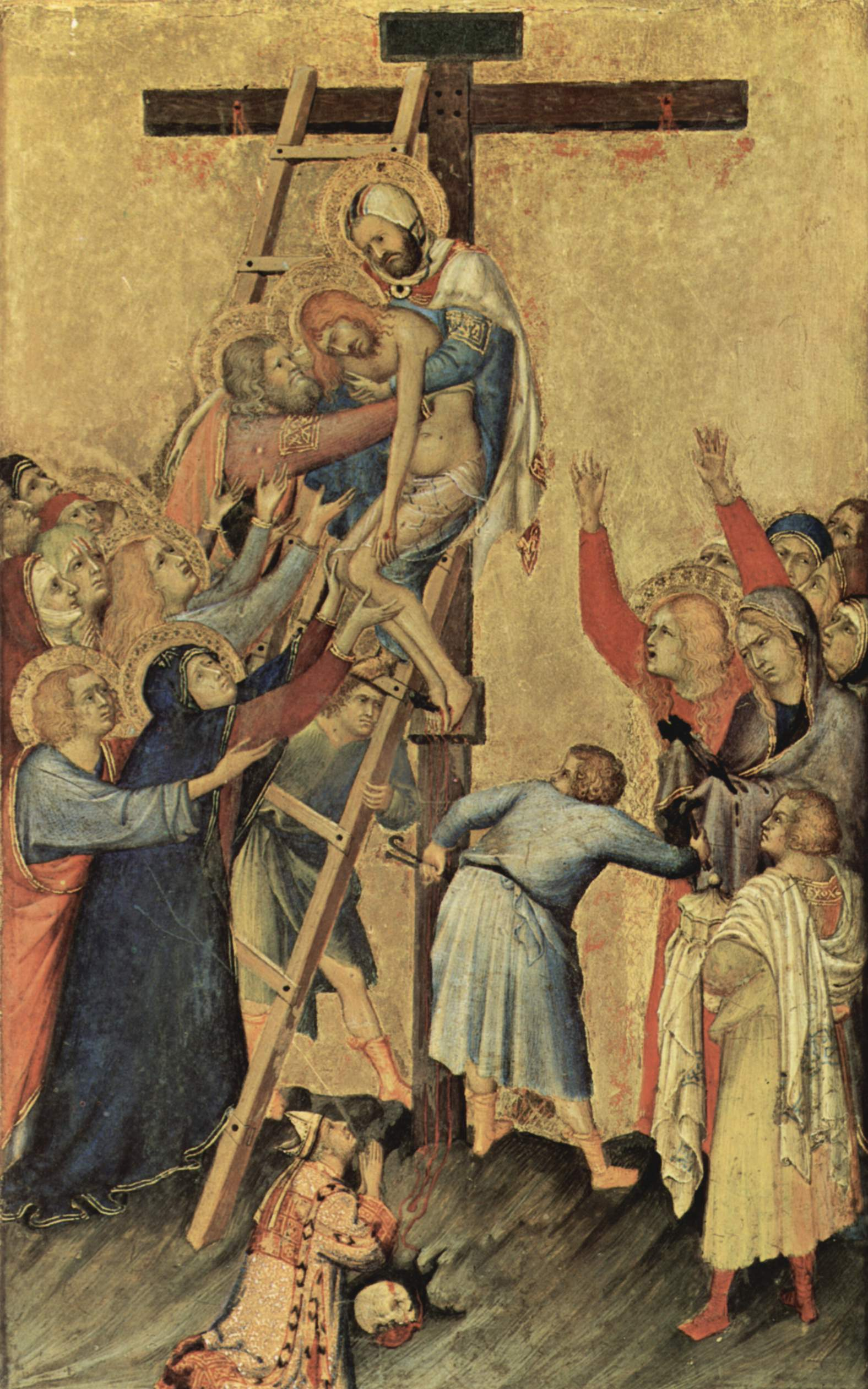
『オルシーニ多翼祭壇画』 (1333年-1340年) シモーネ・マルティーニ
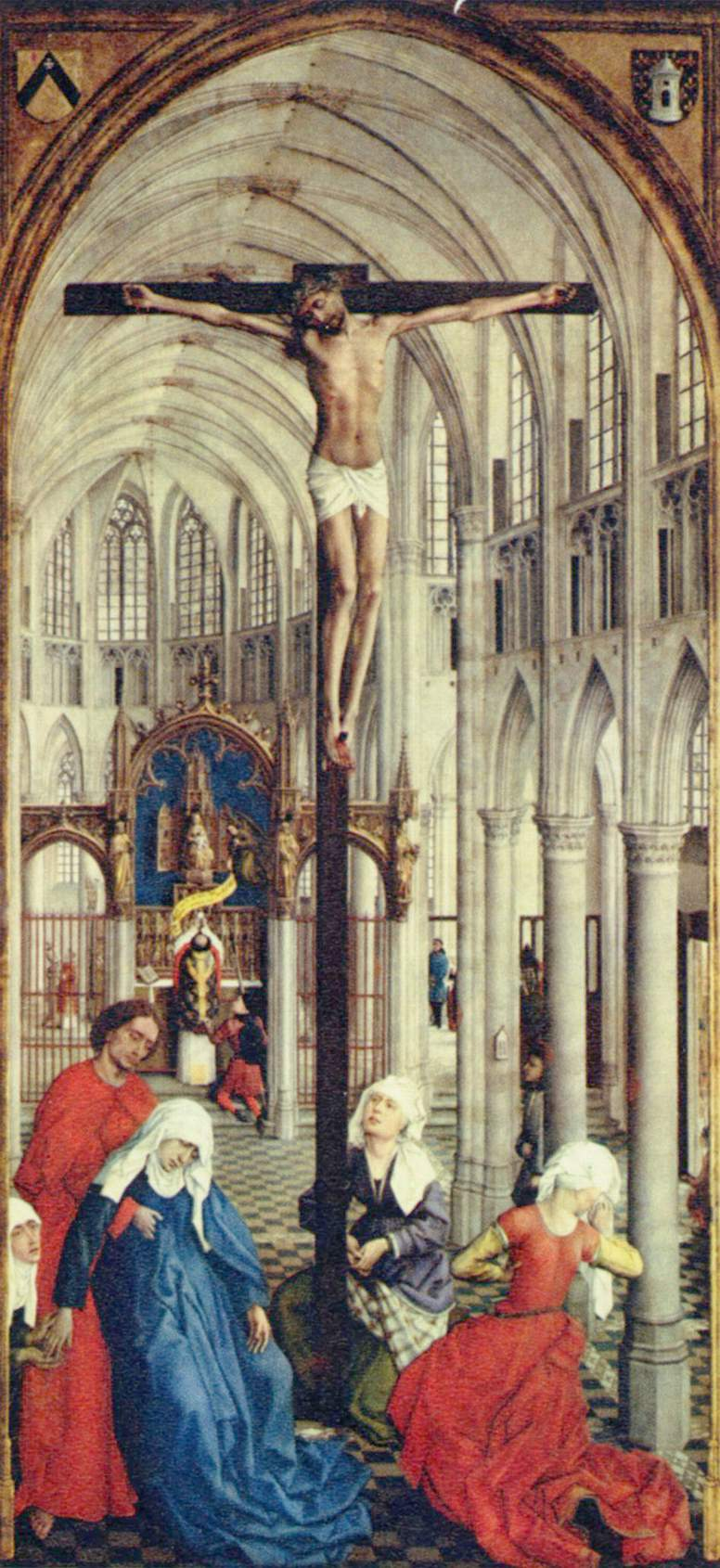
『七つの秘蹟の祭壇画』（1440年 - 1445年）ロヒール・ファン・デル・ウェイデン
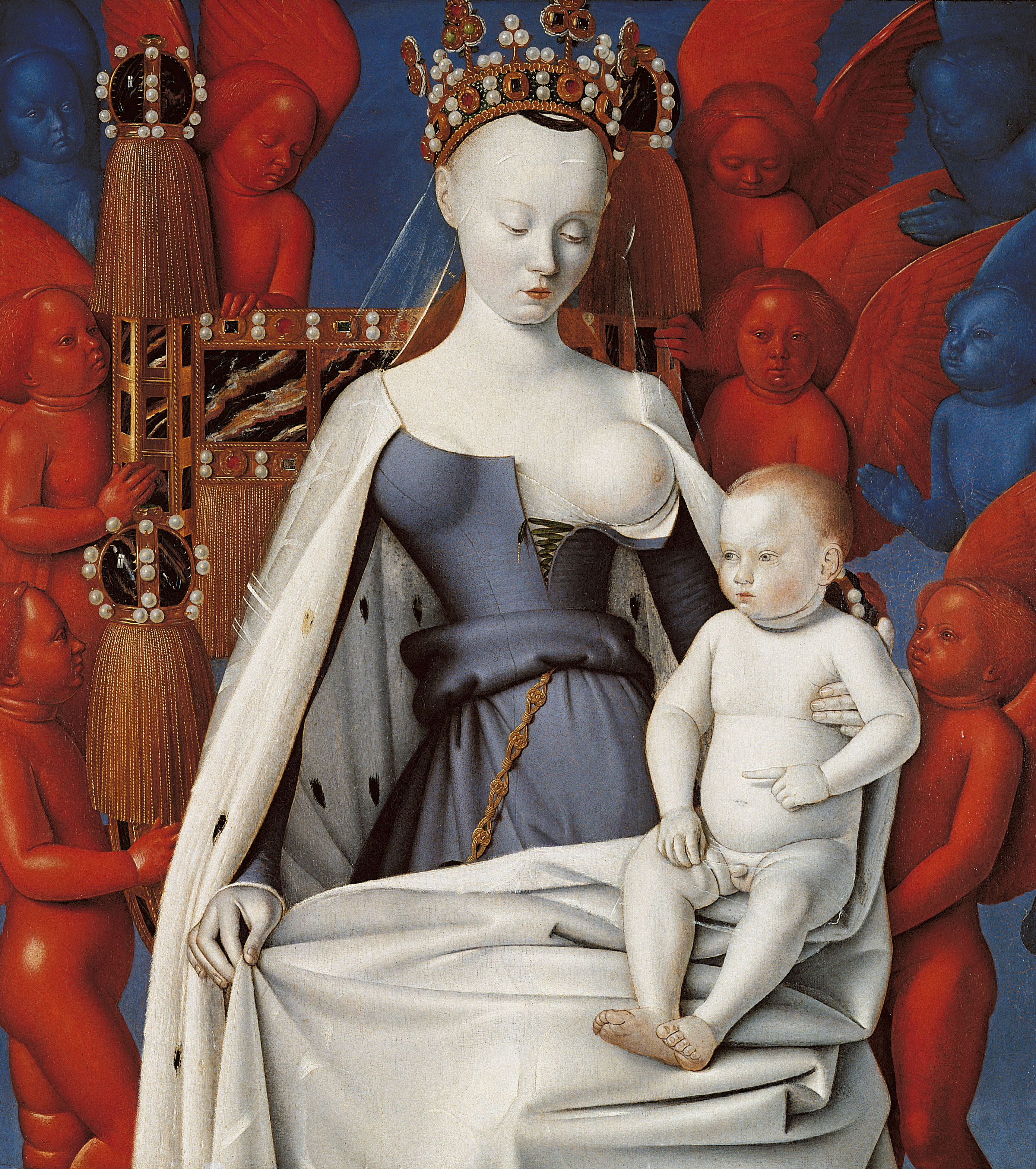
『聖母子と天使たち』（1452年）ジャン・フーケ
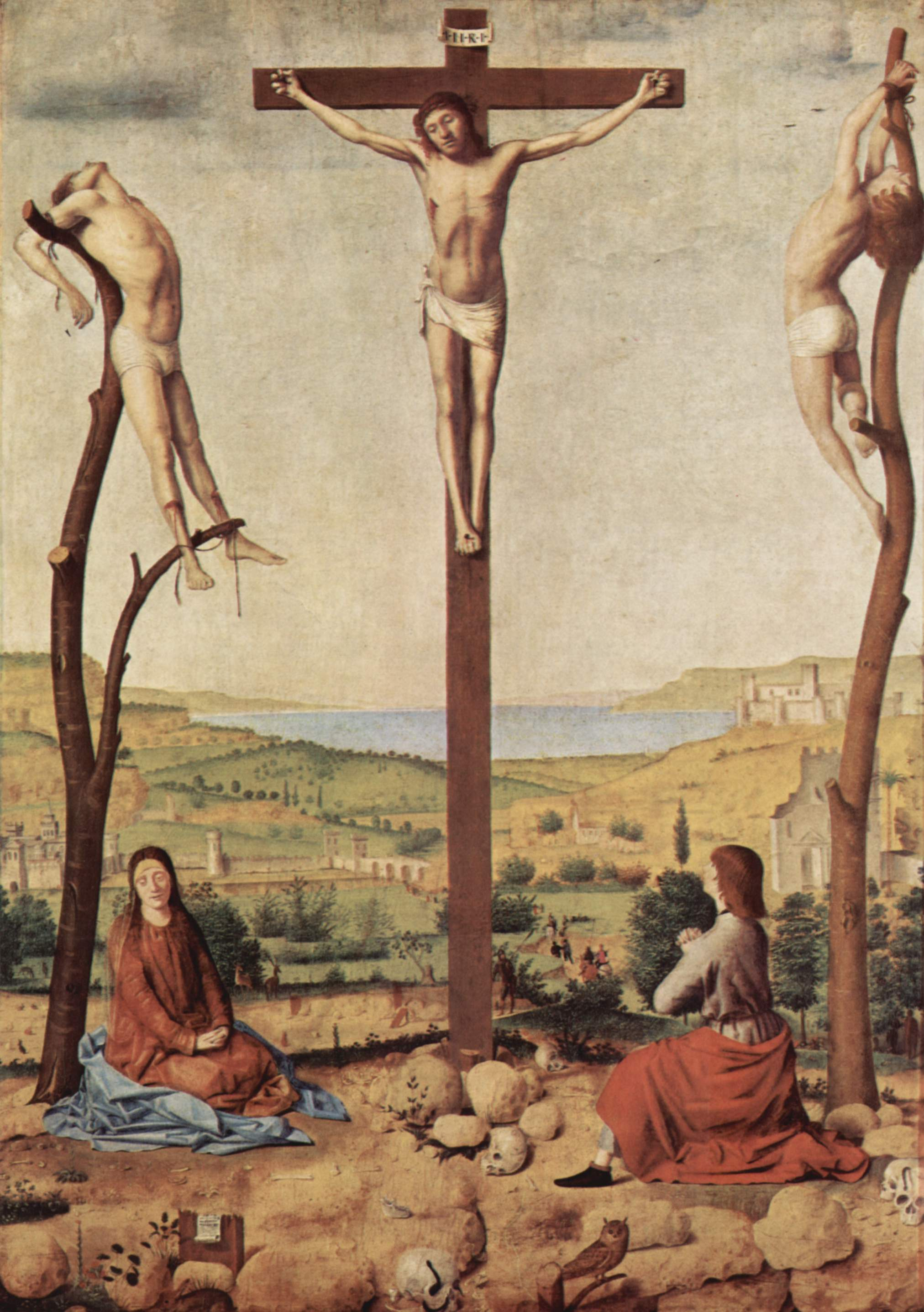
『キリストの磔刑』 (1475年) アントネロ・ダ・メッシーナ
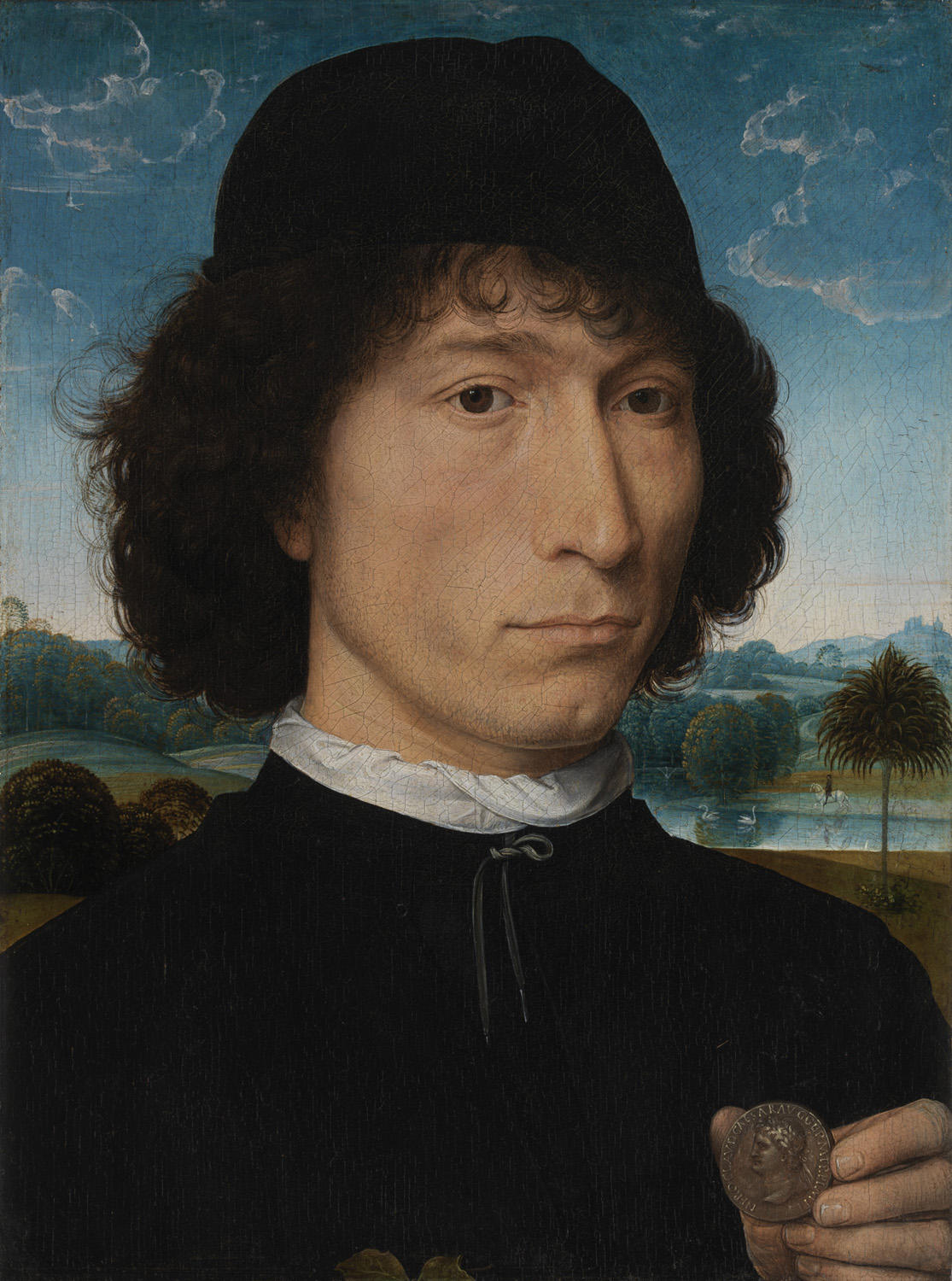
『ローマのメダルを持つ男性の肖像』 (1474年頃) ハンス・メムリンク
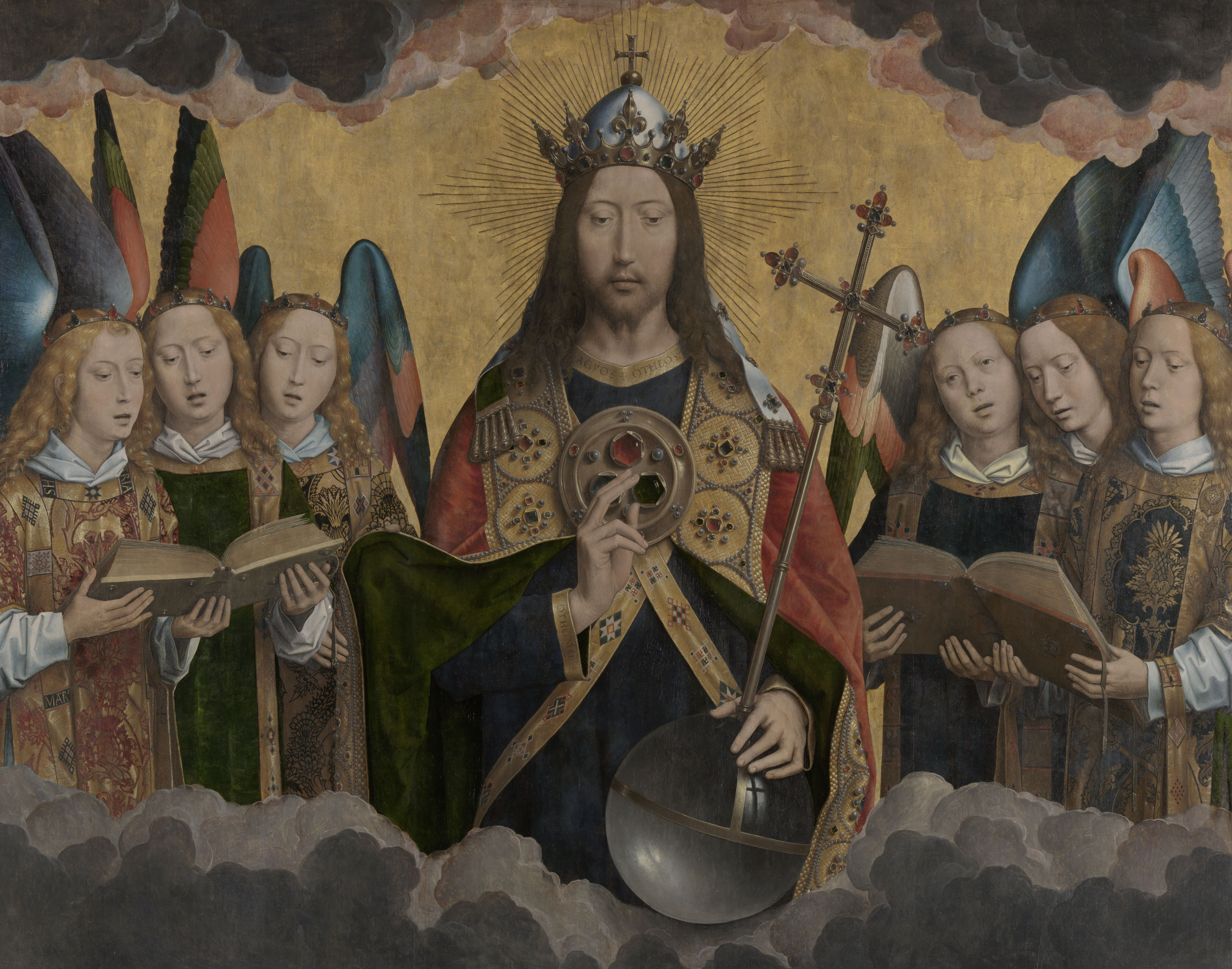
『奏楽の天使たちに囲まれたキリスト』 (1483-1494年頃)  ハンス・メムリンク
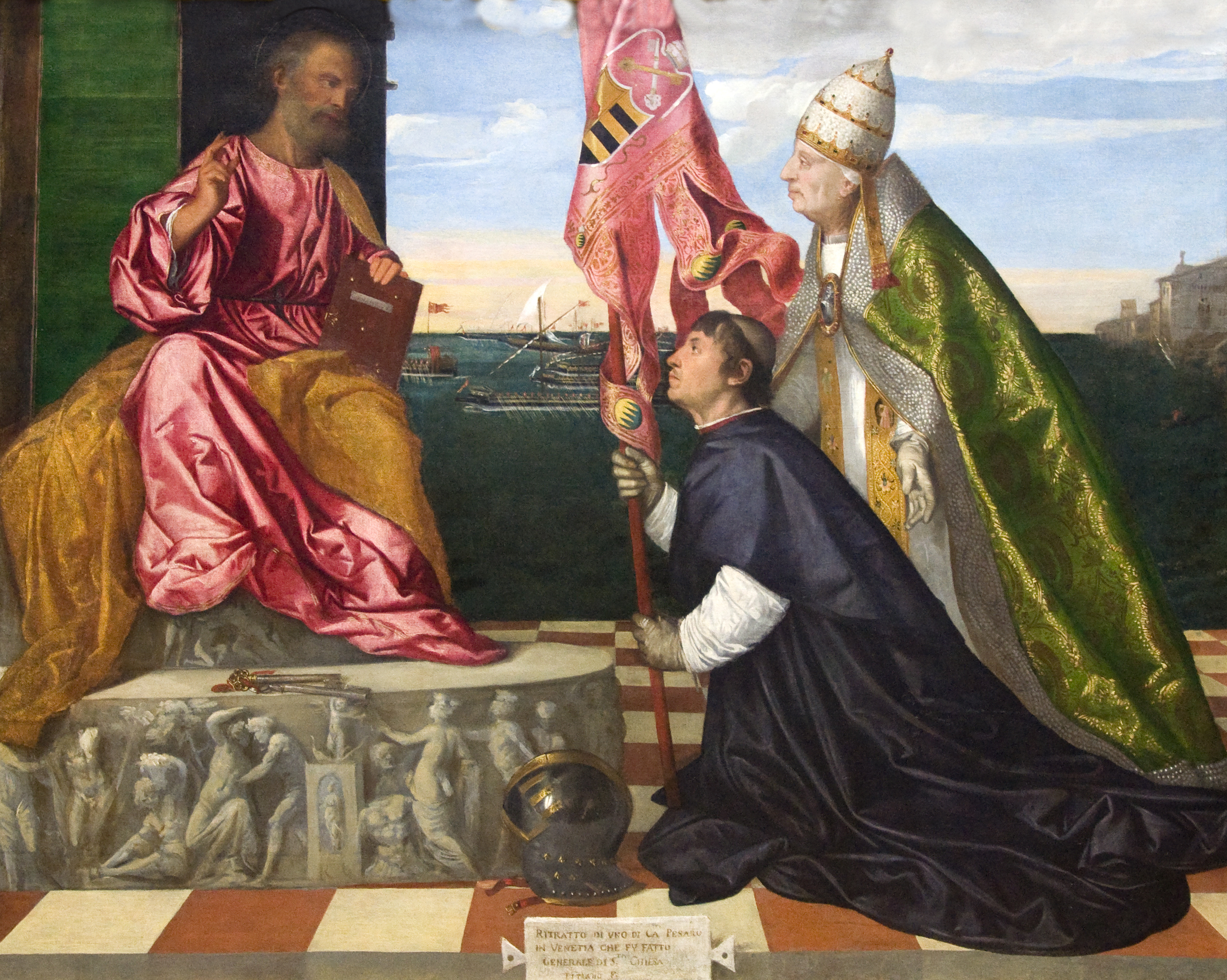
『聖ペテロと教皇アレクサンデル6世、ペーザロ司教』ティツィアーノ・ヴェチェッリオ (1506年-1511年頃)
『指物師ギルドの祭壇画』クエンティン・マサイス (1511年頃)
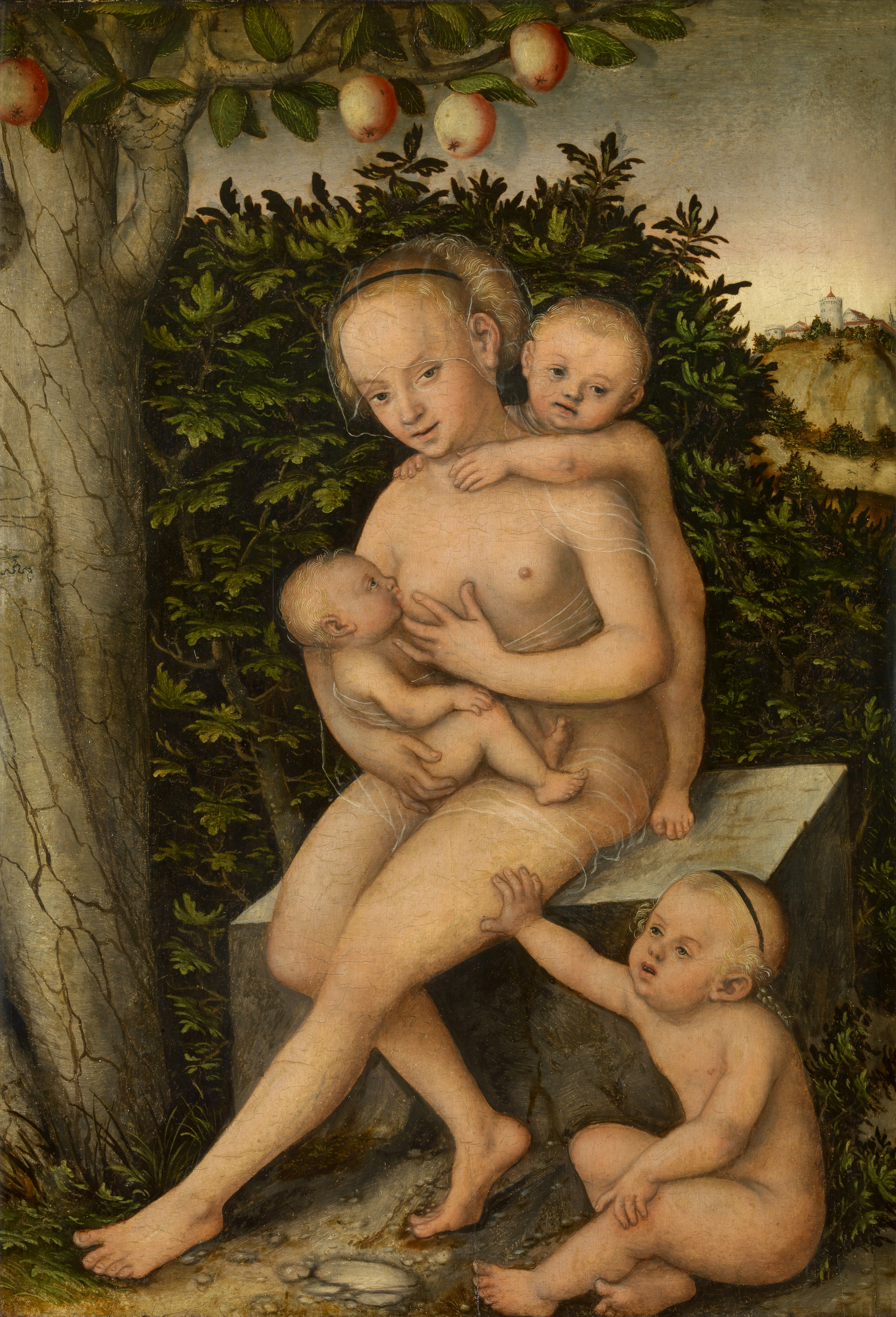
『慈愛』 (1537年-1540年頃) ルーカス・クラナッハ
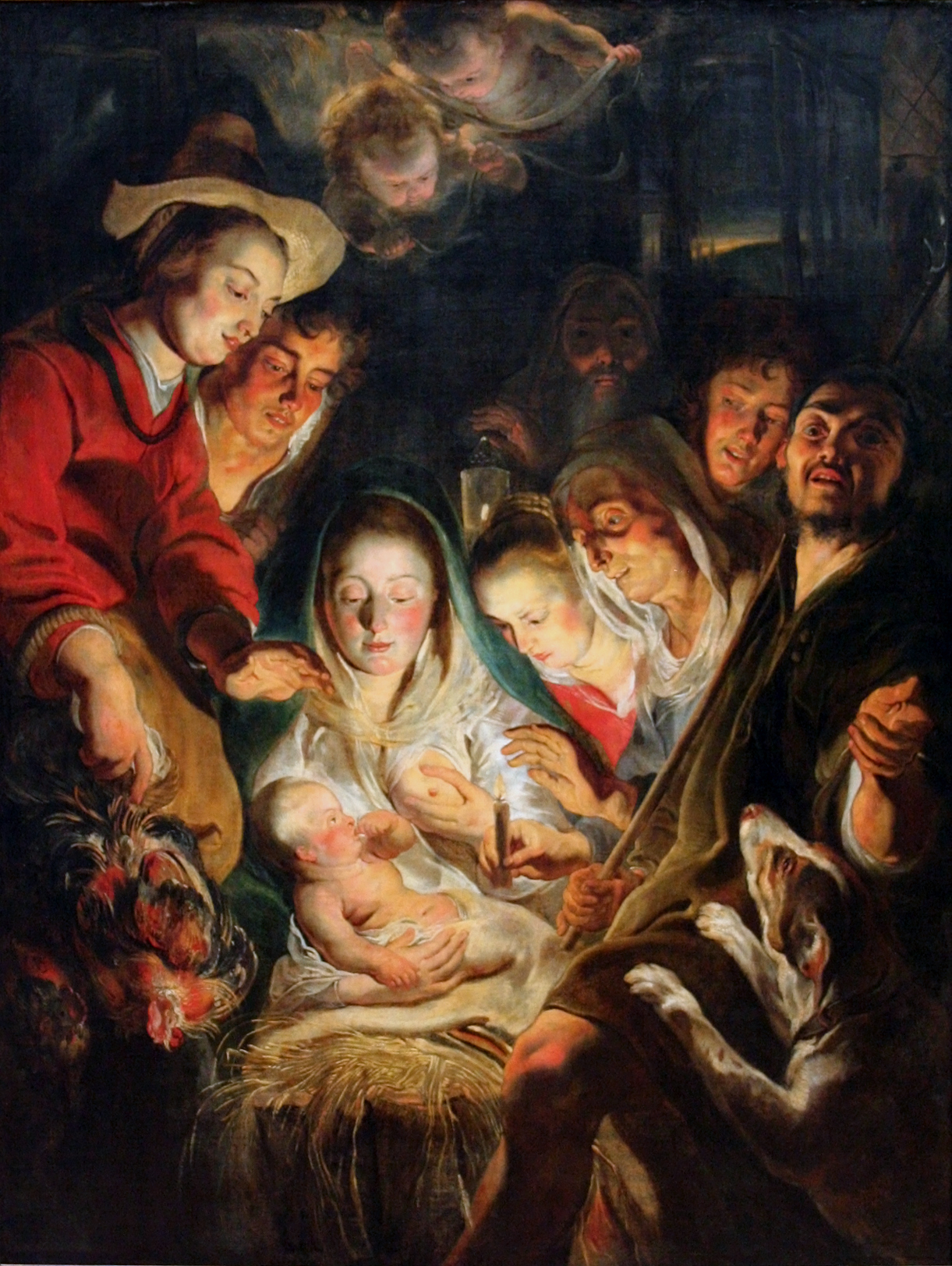
『羊飼いの礼拝』 (1616-1617年頃)　ヤーコプ・ヨルダーンス
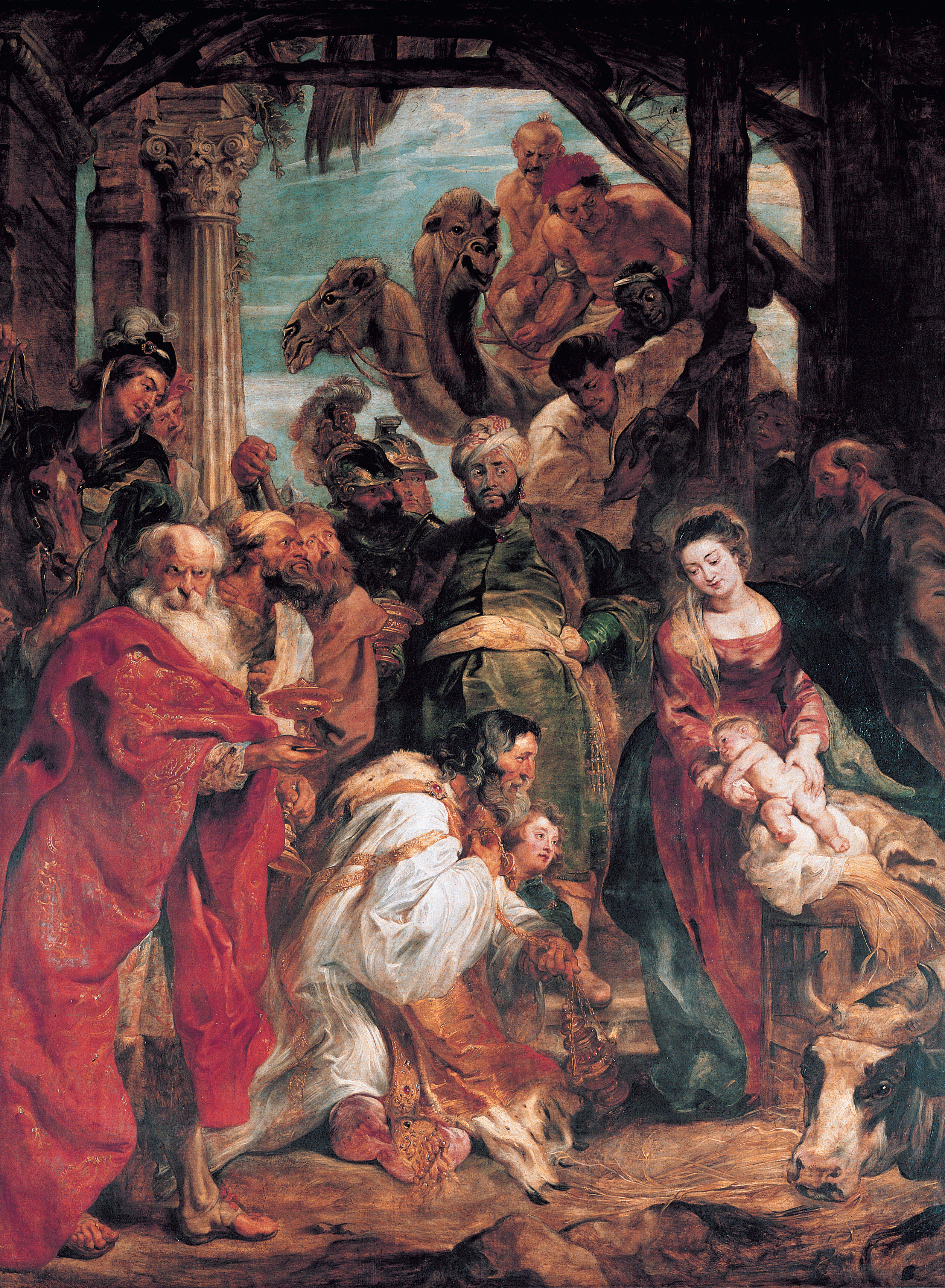
『東方三博士の礼拝』 (1624年) ピーテル・パウル・ルーベンス
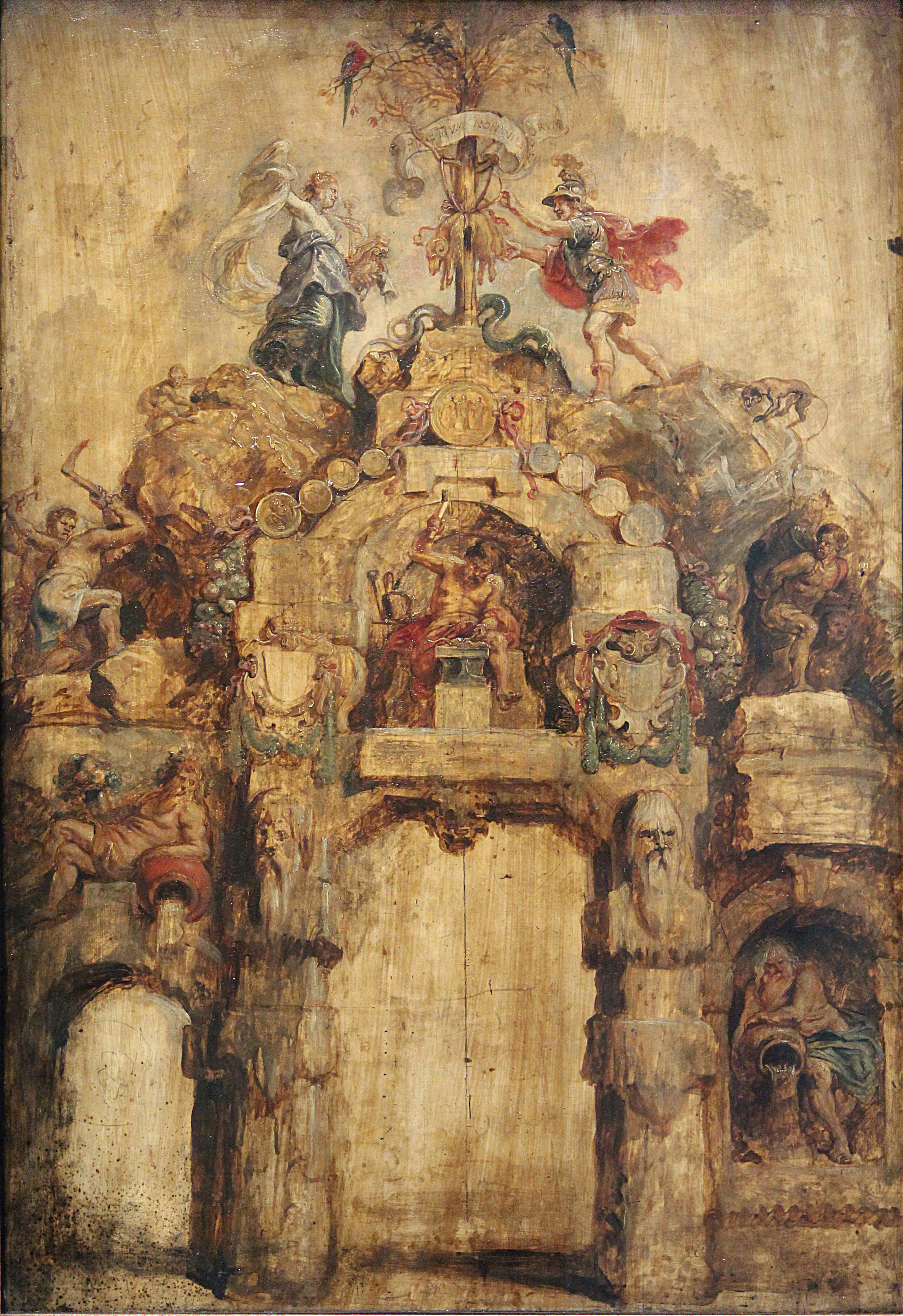
The Arch of the Mint, posterior face (1634年) ピーテル・パウル・ルーベンス
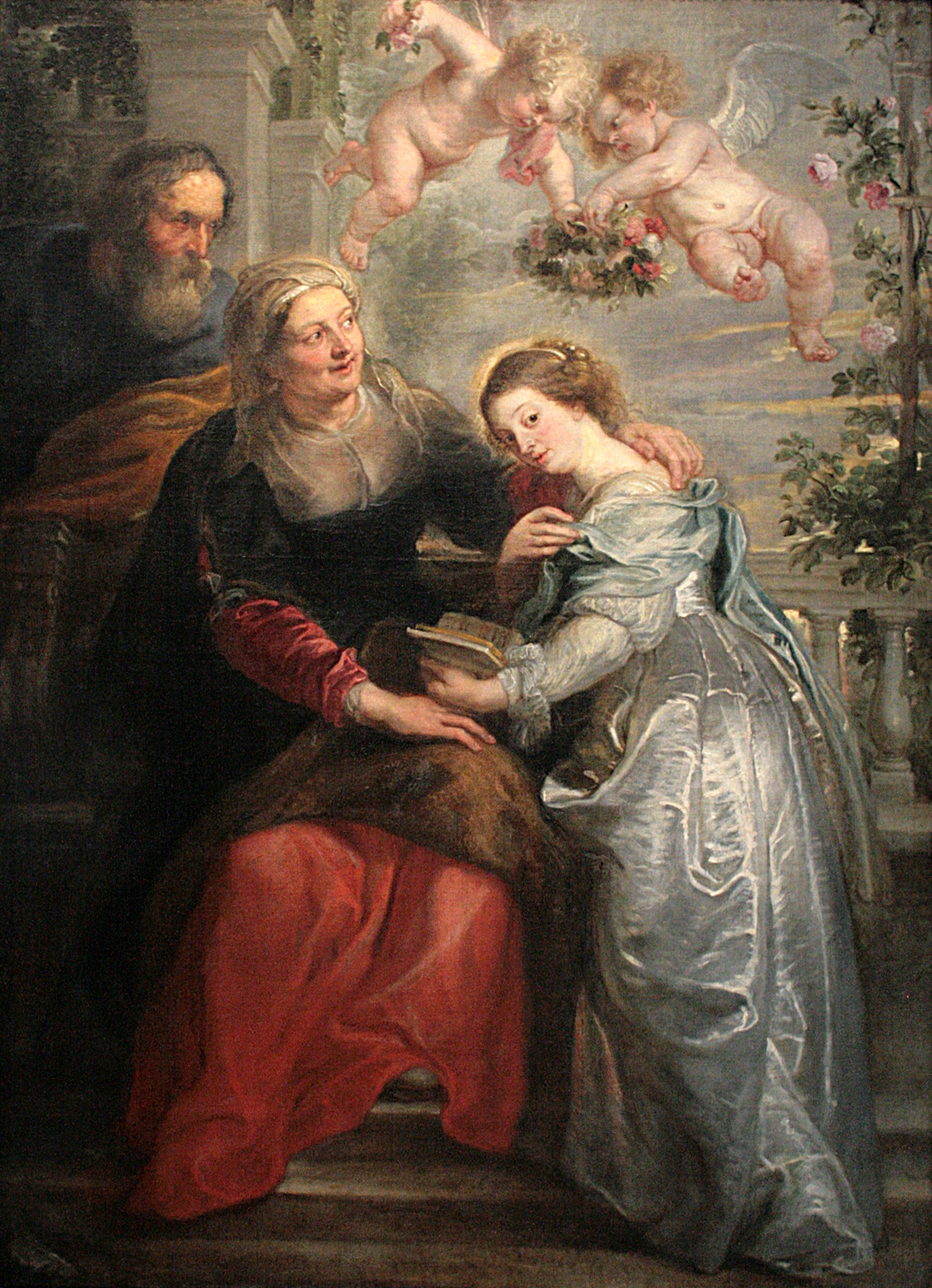
The Education of Mary (1630年-1635年) ピーテル・パウル・ルーベンス
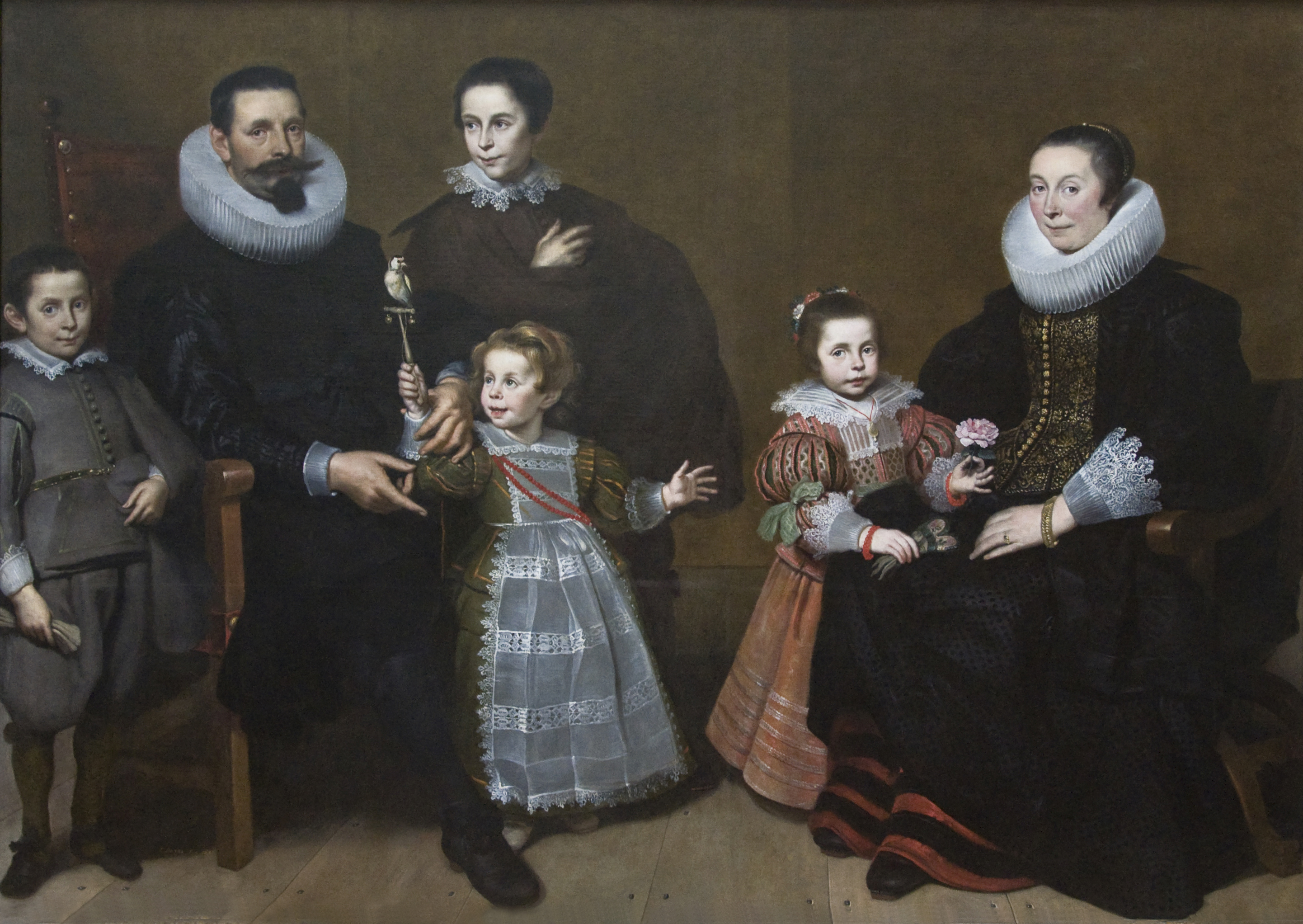
『家族の肖像画』(1631年) コルネリス・デ・フォス
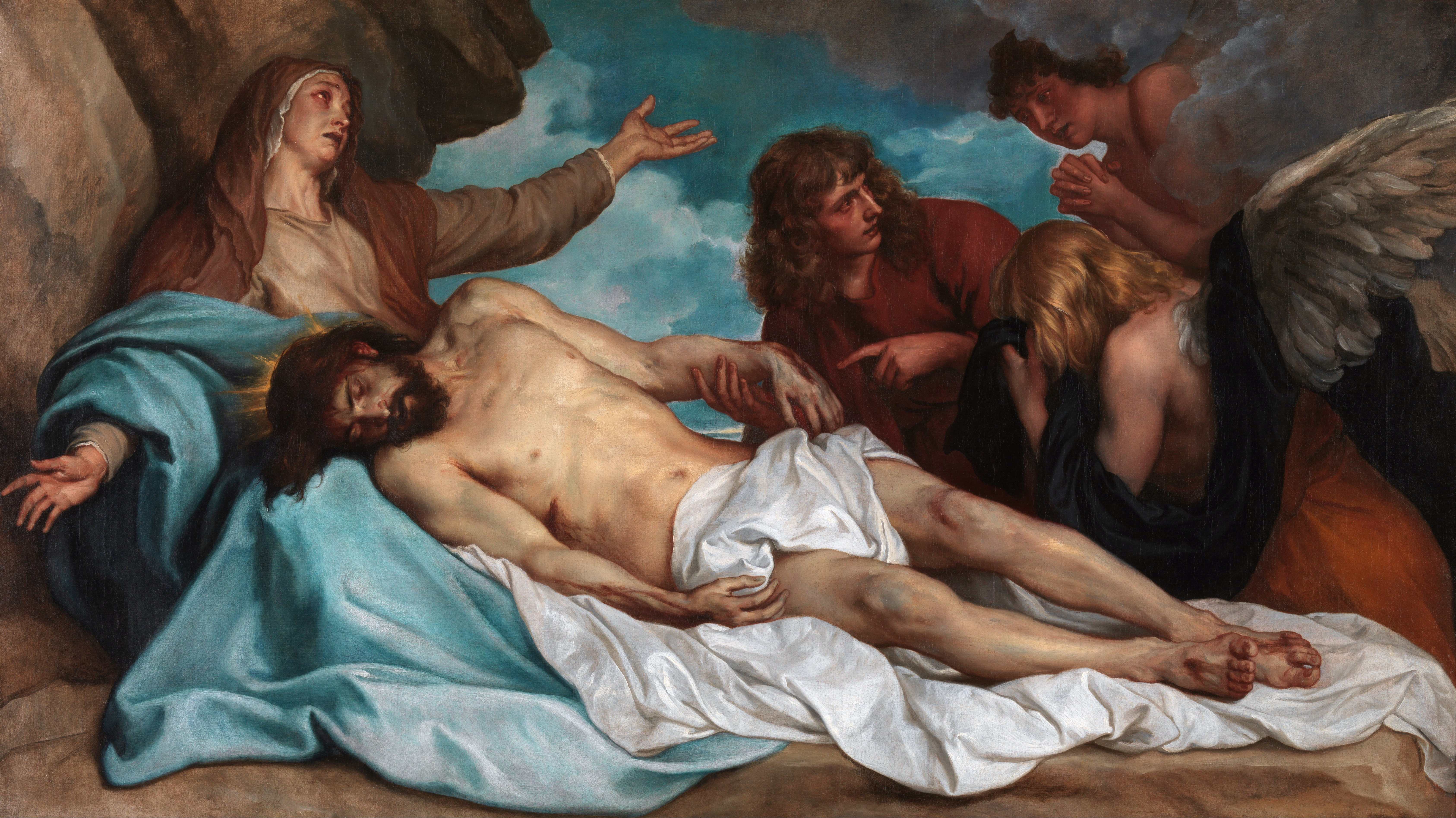
The lamentation over the dead Christ (1635年頃) アンソニー・ヴァン・ダイク
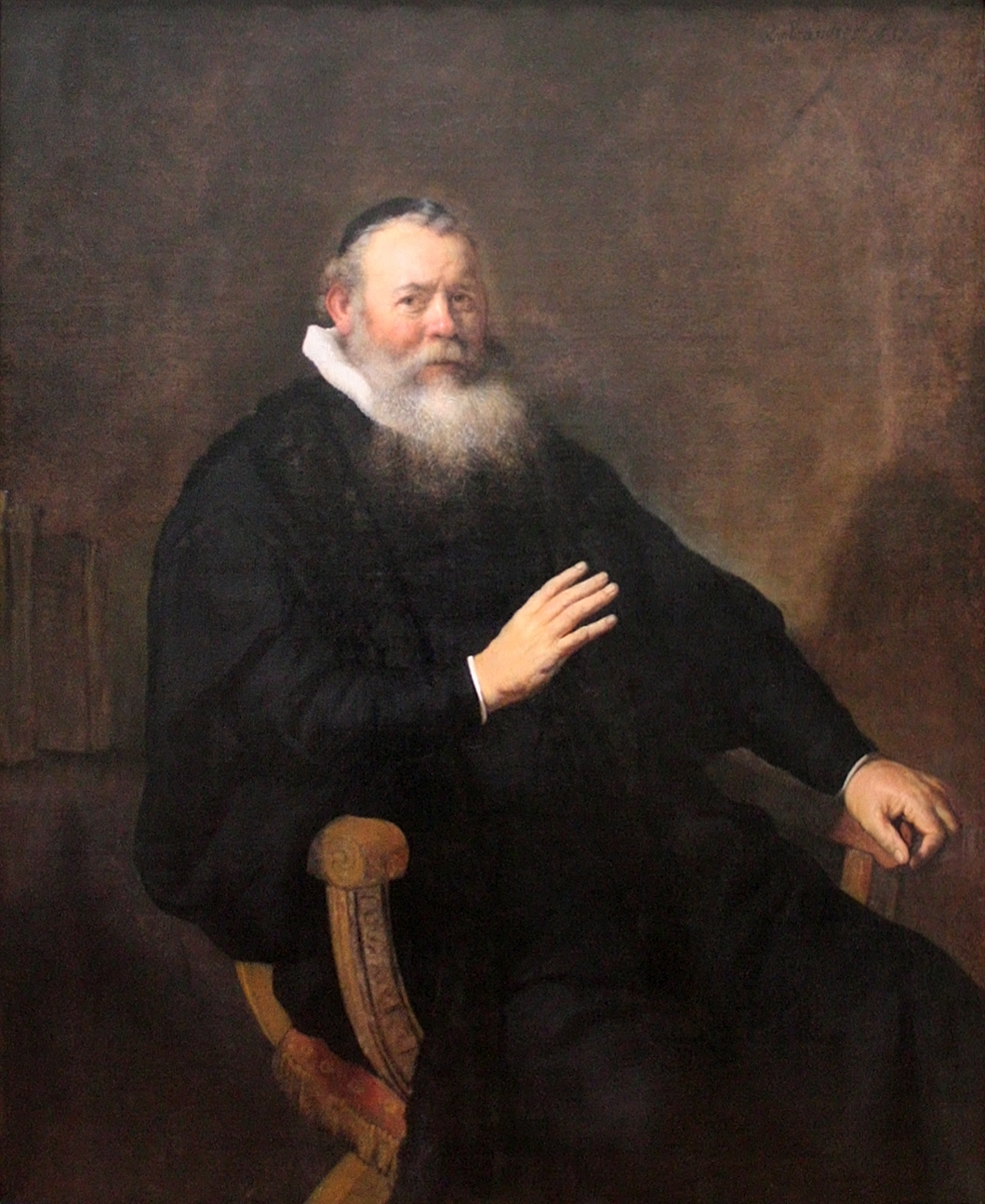
Portrait of Eleazar Swalmius (1637年) レンブラント・ファン・レイン
『大人が歌えば子供が笛吹く』 (1638年) ヤーコブ・ヨルダーンス
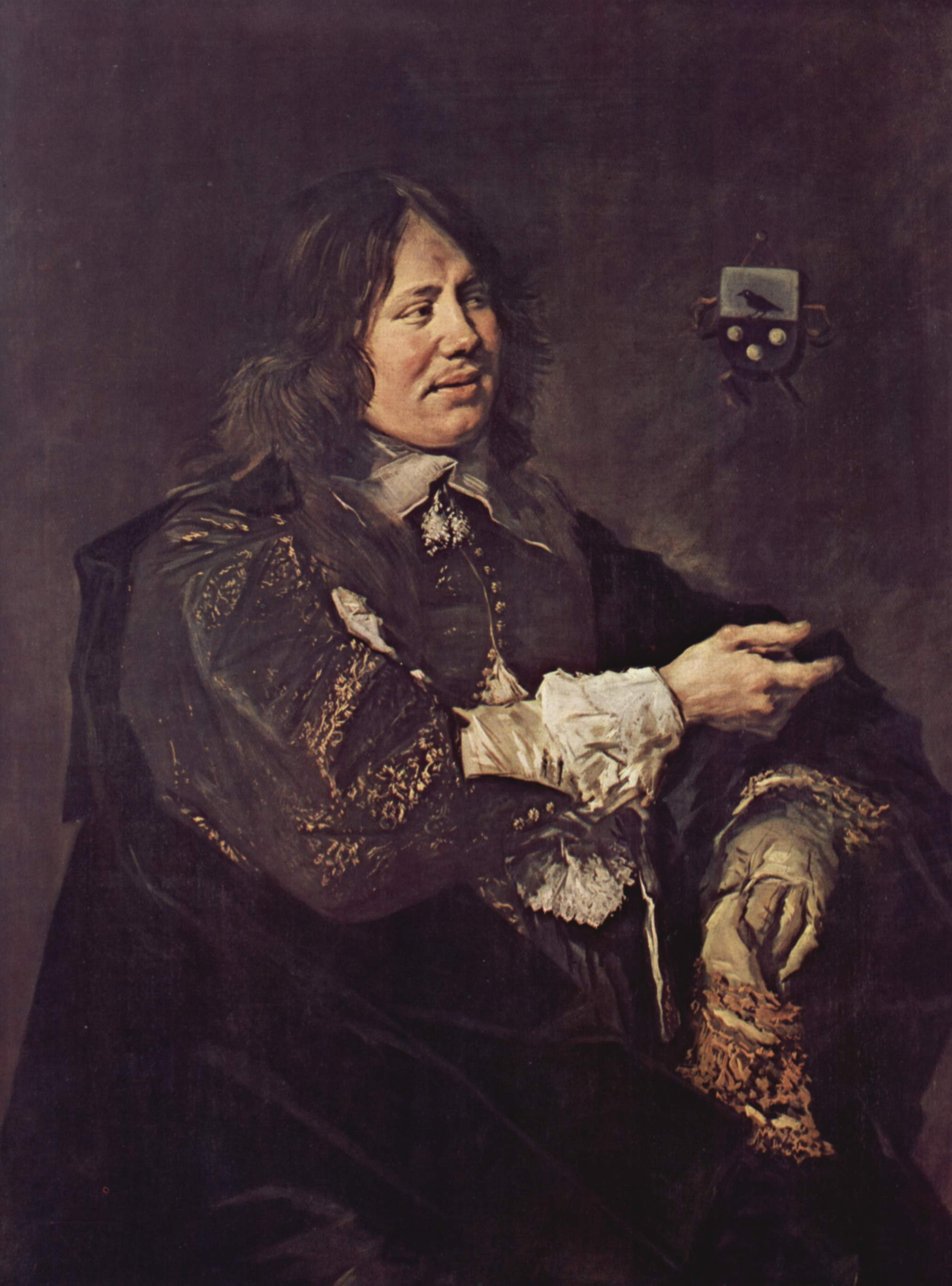
Portrait of Stephanus Geeraerdts (1648年-1650年頃) フランス・ハルス
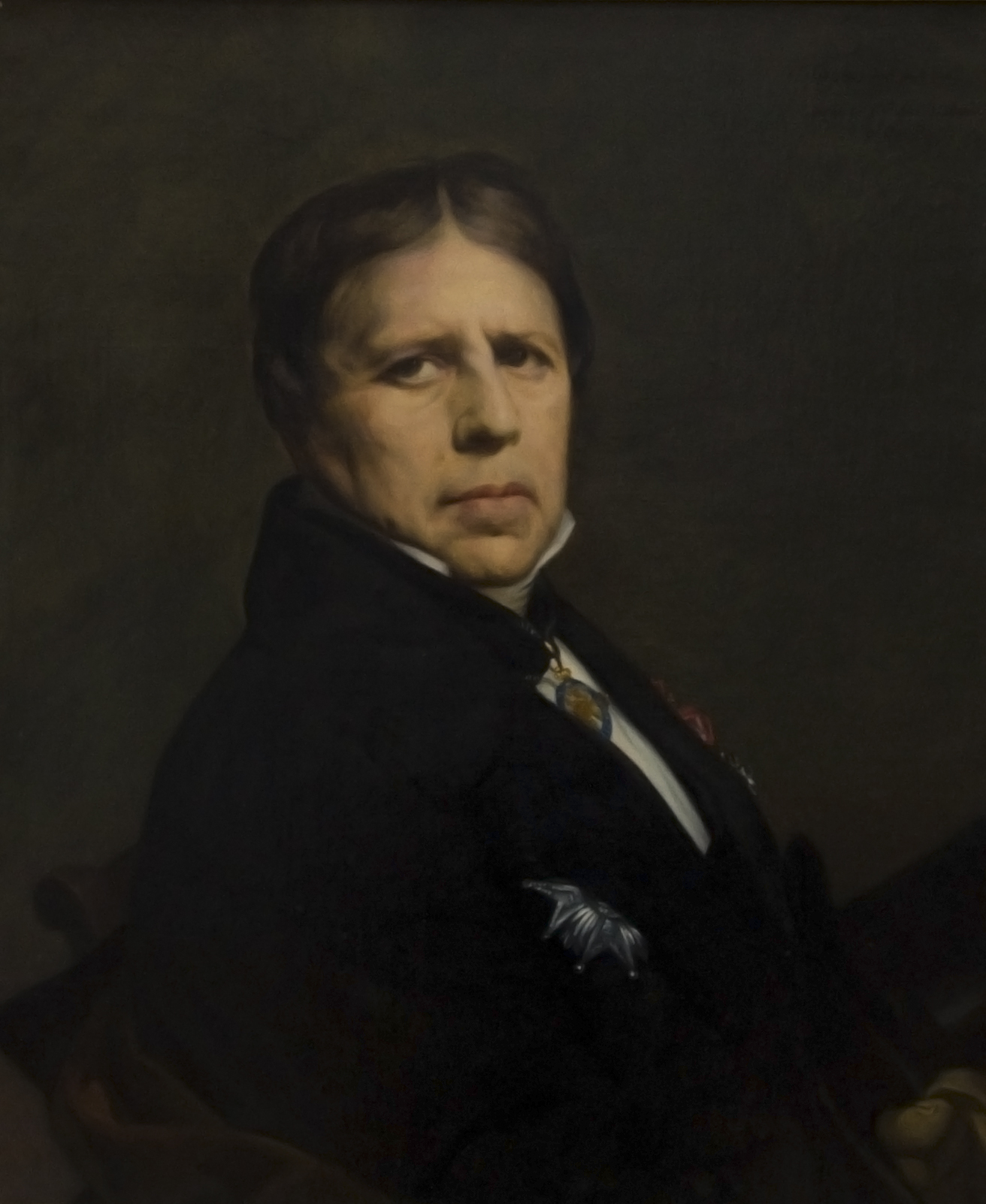
『自画像』(1864年) ドミニク・アングル
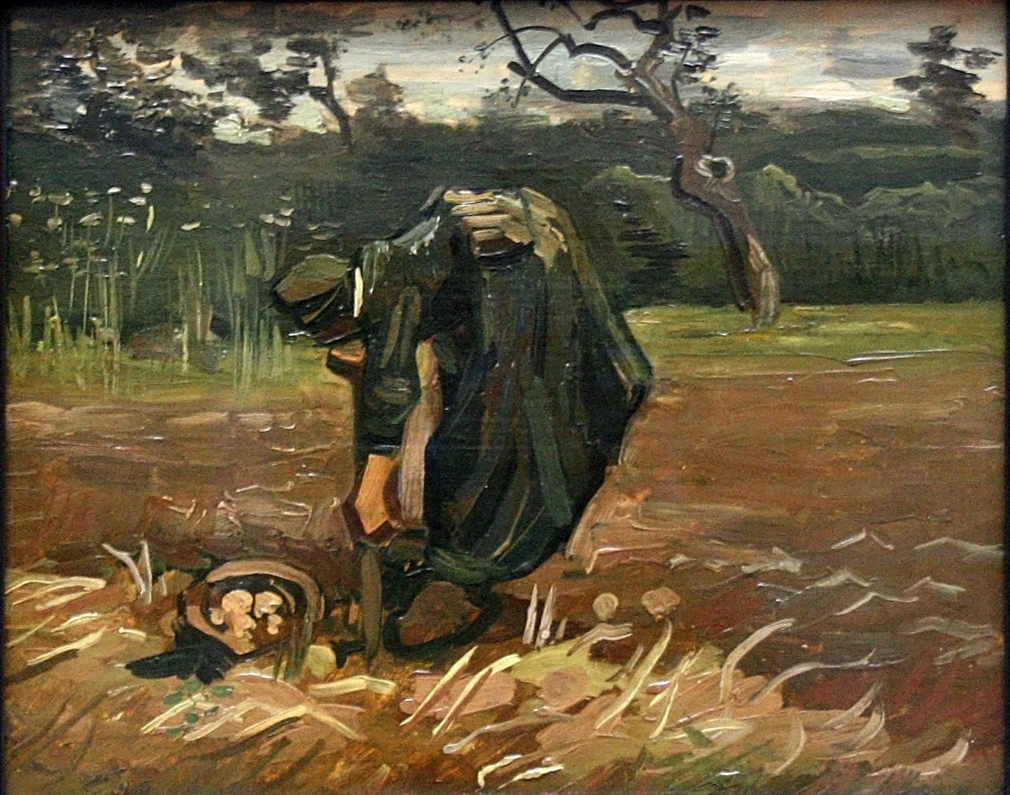
『ジャガイモを掘り出す農婦』 (1885年) フィンセント・ファン・ゴッホ
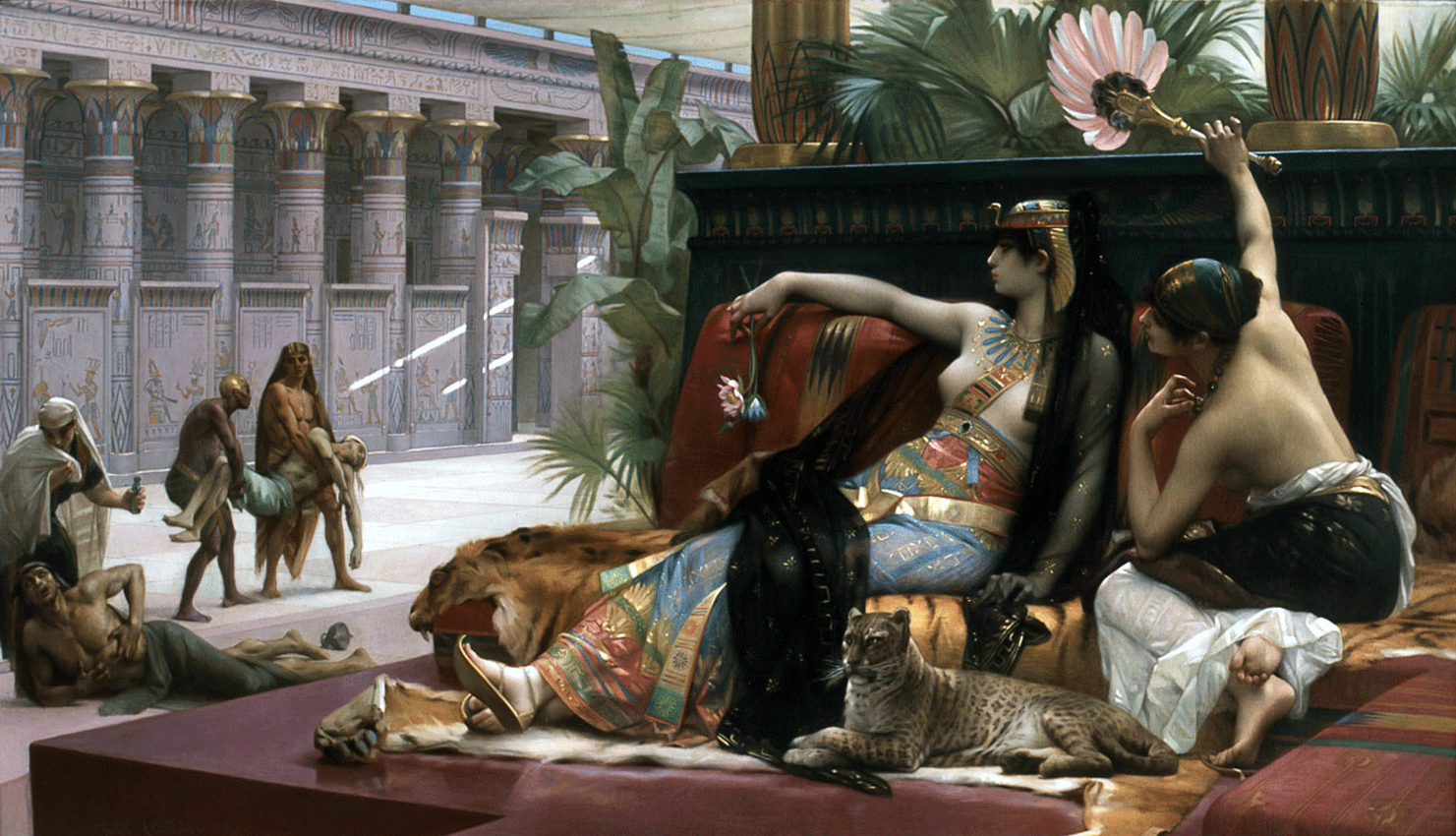
『死刑囚に毒を試すクレオパトラ』 (1887年) アレクサンドル・カバネル
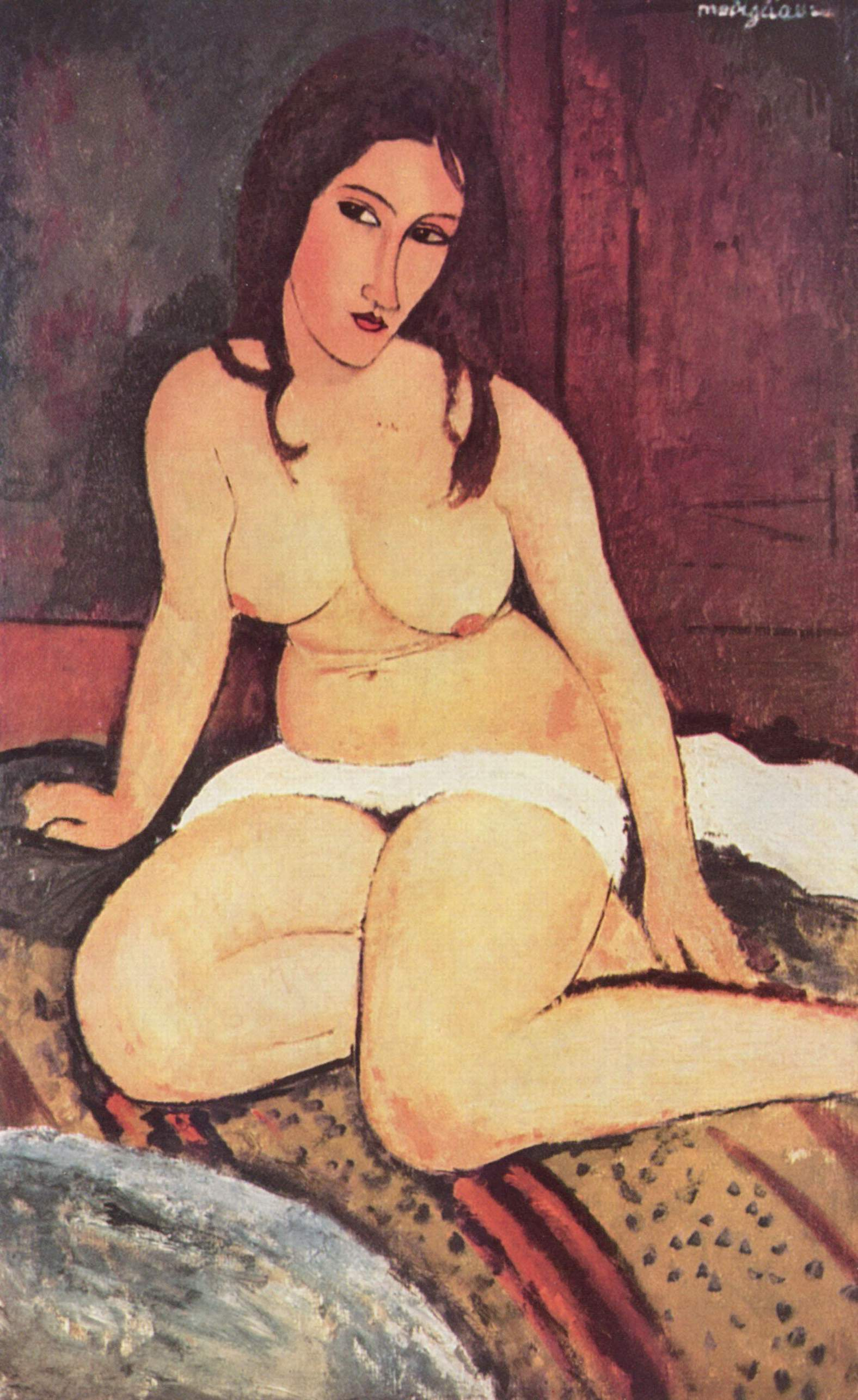
Sitzender Akt (1917年)  アメデオ・モディリアーニ
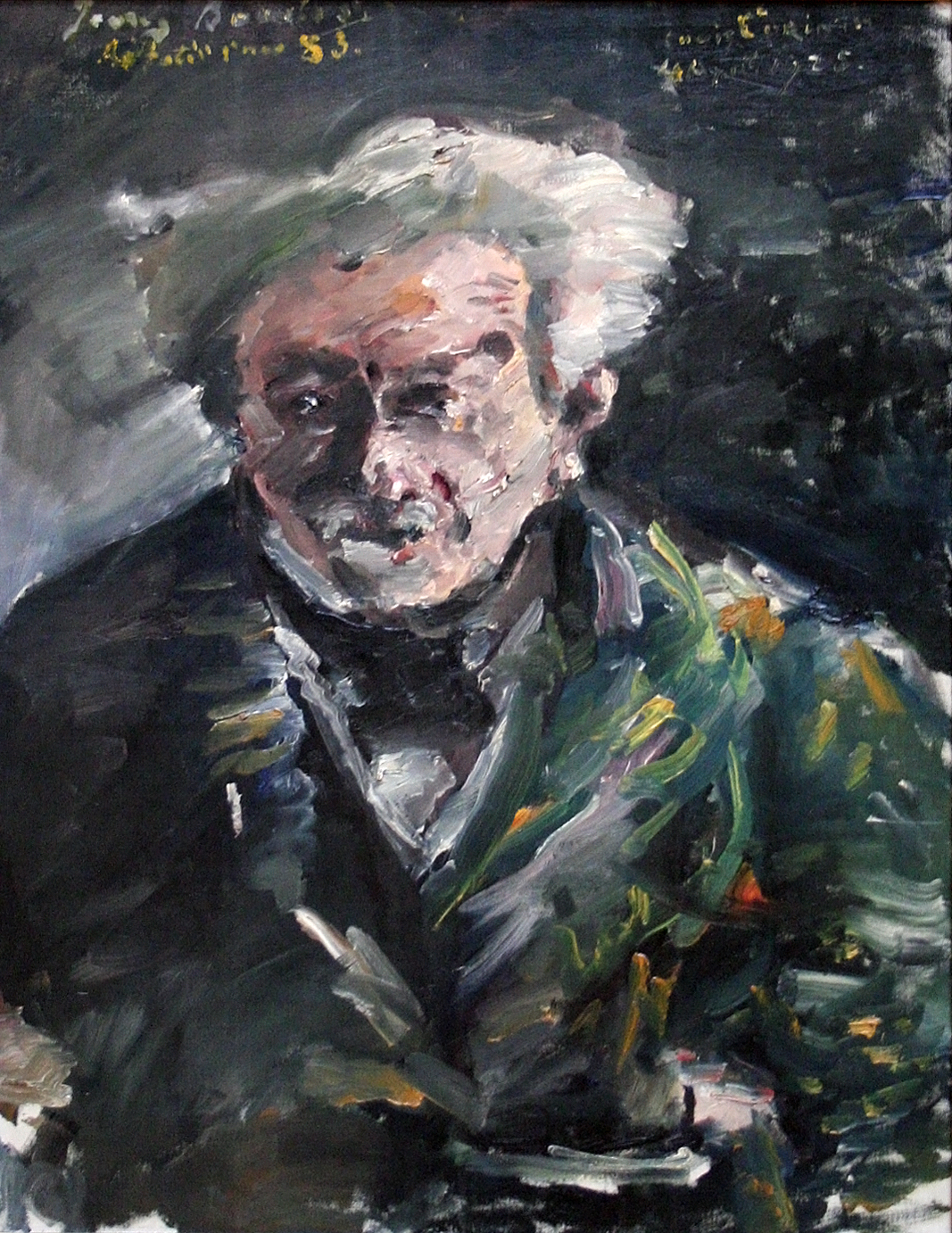
Georg Brandes (1925年) ロヴィス・コリント

## 日本にて
2010年には日本にてアントワープ王立美術館コレクション展が開催され、19世紀末から20世紀中頃までのベルギー絵画が紹介された。